# Oncinocalyx
Oncinocalyx là một chi thực vật có hoa trong họ Hoa môi (Lamiaceae).

## Loài
Chi Oncinocalyx gồm các loài: